# Ivan Jazbinšek
Ivan Oskar Jazbinšek, hrvaški nogometaš in trener slovenskega rodu, * 9. avgust 1914, Zagreb, † 28. junij 1996, Zagreb.
Jazbinšek je igral za BSK Beograd, Građanski Zagreb, Metalac Zagreb in Dinamo Zagreb. Sedem tekem je odigral za reprezentanco Kraljevine Jugoslavije, osemnajst pa za hrvaško reprezentanco v času druge svetovne vojne. Na Olimpijskih igrah leta 1948 v Londonu je z jugoslovansko reprezentanco osvojil srebrno medaljo.
Kot trener je vodil klube NK Zagreb, Dinamo Zagreb in Hapoel Tel Aviv.